# Shōko Aida
Pour les articles homonymes, voir Shoko (homonymie).
Shōko Aida (相田翔子, Aida Shōko, née le 23 février 1970 à Higashimurayama, Tokyo, Japon) est une chanteuse et actrice, qui débute en tant qu'idole japonaise avec le duo de J-pop Wink en 1988, puis se lance en solo à sa séparation en 1996. Elle collabore avec Kaori Iida des Morning Musume le temps d'un DVD et un photobook en 2004, et tourne dans quelques films.

## Discographie

### Singles
- 20.01.1996 : I Julia
- 25.04.1996 : Joia
- 25.08.1996 : Hadaka de Nemurimasho
- 02.05.1998 : Yurikago wo Yusurarete
- 28.04.2004 : Kureta no Shiroi Suna

avec Stardust Revue
- 15.05.2000 : Konya dake kitto

### Albums
- 25.05.1992 : Delphinium (mini album, hors-Wink)
- 25.05.1996 : JOIA
- 25.05.1997 : Luz
- 29.01.2003 : Paris, je t'aime d'amour
- 27.11.2003 : To Pathos

Compilations
- 30.01.2002 : C'est mon na - Best of Shoko Aida

### DVD
- 04.02.2004 : Aegekai - Shoko Aida & Kaori Iida

## Filmographie
- 2003 : Araburu Tamashiitachi Yurusarezaru Mono de Shunji Miike
- 2004 : Hana and Alice de Shunji Iwai
- 2006 : Niji no Megami Rainbow Song de Naoto Kumazawa

## Liens
- Blue Star : Site officiel de Shoko Aida

- Site officiel
- Ressources relatives à la musique :   - AllMusic
  - Discogs
  - Last.fm
  - MusicBrainz
  - Rate Your Music
  - VGMDb
- Ressources relatives à l'audiovisuel :   - AllMovie
  - Anime News Network
  - IMDb
- Notices d'autorité :   - ISNI